# Mommy's Little Monster
Mommy's Little Monster è l'album d'esordio del gruppo punk californiano Social Distortion. È stato pubblicato per la prima volta nel 1983 per la 13th Floor, etichetta indie dei Social Distortion; è stato poi ripubblicato ben due volte: per la Triple X Records nel 1989 e per la Time Bomb Recordings nel 1995, oltre che su picture disc nel 2001.

## Il disco
Mommy's Little Monster è stato un disco di grande influenza su molti gruppi punk successivi, inclusi The Offspring e Rancid. Il critico Federico Guglielmi l'ha definito con tutta probabilità, la massima espressione del punk melodico made in California. L'album è stato anche incluso nel libro Rock, i 500 dischi fondamentali, in cui viene descritto come uno dei massimi capolavori del punk anni '80.
Pur pubblicato in piena epoca hardcore punk, Mommy's Little Monster rientra solo in parte in questa categoria, in quanto è molto legato al rock and roll più classico, come si evince anche dalla presenza della cover di Under My Thumb dei Rolling Stones nella ristampa su CD. L'opera è stata elogiata anche da Steven Blush, che nel suo libro American Punk Hardcore l'ha definito un album incredibile, considerandolo il massimo picco della carriera dei Social Distortion.
Il tema principale dell'intero disco è il rapporto tra i giovani, gli adulti e le autorità, mentre musicalmente varia da tracce molto aggressive come The Creeps ad altre più melodiche come la title track e Another State of Mind.

## Tracce
1. The Creeps (I Just Wanna Give You) – 2:03
2. Another State Of Mind – 2:38
3. It Wasn't A Pretty Picture – 3:10
4. Telling Them – 3:12
5. Hour Of Darkness – 2:49
6. Mommy's Little Monster – 3:33
7. Anti-Fashion – 2:19
8. All The Answers – 2:23
9. Moral Threat – 5:16

## Crediti[7]
- Mike Ness – chitarra e voce
- Dennis Danell – chitarra
- Brent Liles – basso
- Derek O'Brien – batteria, percussioni
- Chaz Ramirez - produttore, ingegneria del suono

## Cover e altre versioni
- Mommy's Little Monster è stata inclusa nella colonna sonora di Tony Hawk's Underground[8].
- La title track è presente in Guitar Hero: Metallica in una versione live[9].
- All the Answers e Moral Threat furono registrate per la prima volta nel 1981 e sono presenti nella raccolta Mainliner: Wreckage from the Past[10].
- Another State of Mind è stata reinterpretata dai Green Day come bonus track di 21st Century Breakdown su iTunes Store[11].